# Penistone and Stocksbridge
Circonscription parlementaire de la Chambre des communes
La circonscription de Penistone and Stocksbridge  est une circonscription situé dans le South Yorkshire, représenté dans la Chambre des communes du Parlement britannique depuis 2019 par Miriam Cates du Conservateur.

## Députés
Les Members of Parliament (MPs) de la circonscription sont :
| Législature                | Années        | Député | Député       | Parti        |
| -------------------------- | ------------- | ------ | ------------ | ------------ |
| Penistone and Stocksbridge |               |        |              |              |
| 55e                        | 2010–2015     |        | Angela Smith | Travailliste |
| 56e                        | 2015–2017     |        | Angela Smith | Travailliste |
| 57e                        | 2017–2019     |        | Angela Smith | Travailliste |
| 58e                        | 2019–en cours |        | Miriam Cates | Conservateur |

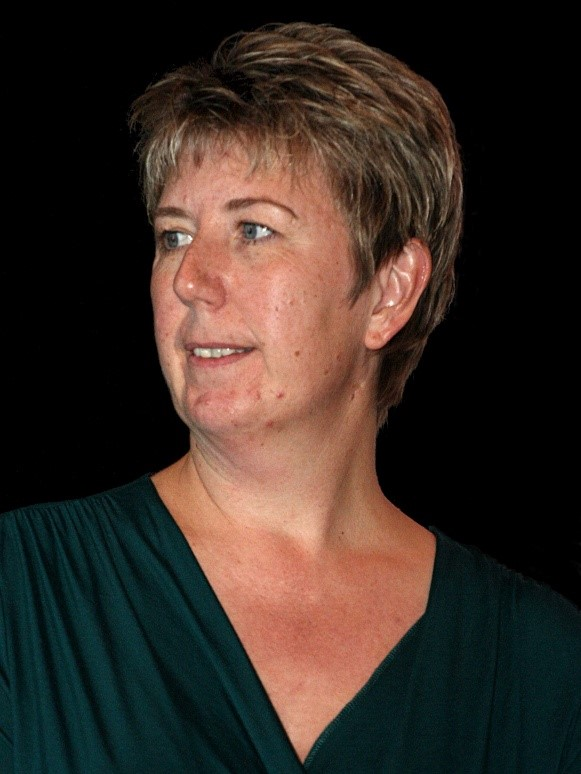
Angela Smith (2010-2019)